# Enric Molin
Enric Molin (Complibat, Roergue, 1896 - 1981) és un escriptor francès en occità. Pertanyia a una família de pagesos, fou un estudiant brillant i apassionat de la lectura. Va lluitar a la Primera Guerra Mundial, on fou ferit en un ull. En tornar va fundar la revista Grelh Roergàs (1921), que va dirigir fins a la seva mort. Fou premiat, i després membre del Consistori de Tolosa. Posteriorment fou vicepresident d'Escola Occitana i el 1949 esdevingué majoral del Felibritge. Se'l considera un dels principals prosistes de la literatura occitana del segle xx. És pare de l'escriptor i periodista Carles Molin.

## Obres
- La Solenca (La Soulenco), comèdia dramàtica, 1926
- Al cant de l'alauseta, roman, 1928
- Rajòls d'antan, roman, 1930
- Mas espingadas, racontes, 1933
- Joan de Morlhon, drama istoric de 3 actes en vèrs, 1938
- Al bufal del cor, poèma, 1941
- Teatre escolar, 12 pèças per dròlles, 1942
- Lo Catet de Rascal, comedia d'1 acte en pròsa, 1942
- Lo Còp de la Lèbre, comedia d'1 acte en pròsa, 1944
- Bistanflèra! (o la política al vilatge), roman, 1945
- E la barta floriguèt, roman, 1948
- En tutant lo grelh, istòria del Grelh Roergàs, 1965
- Grela d'abrial, roman, 1966
- Teatre païsan, libre I, 1968
- Rambalhs de bòria, roman, 1969
- Kathleen, roman, 1970
- Teatre païsan, libre II, 1970
- Teatre païsan, libre III, 1972
- Bortomieu o lo torn del Roergue, roman, 1972
- A travèrs camps, poèmas de tot biais, 1973
- Al vent dels puèges, poèmas, 1974
- Complibat, monografia de " ma comuna ", 1977
- Legendas.20 legendas del Roergue, 1977
- A ma Treson, garba de sonets, 1978